# Whale Tail

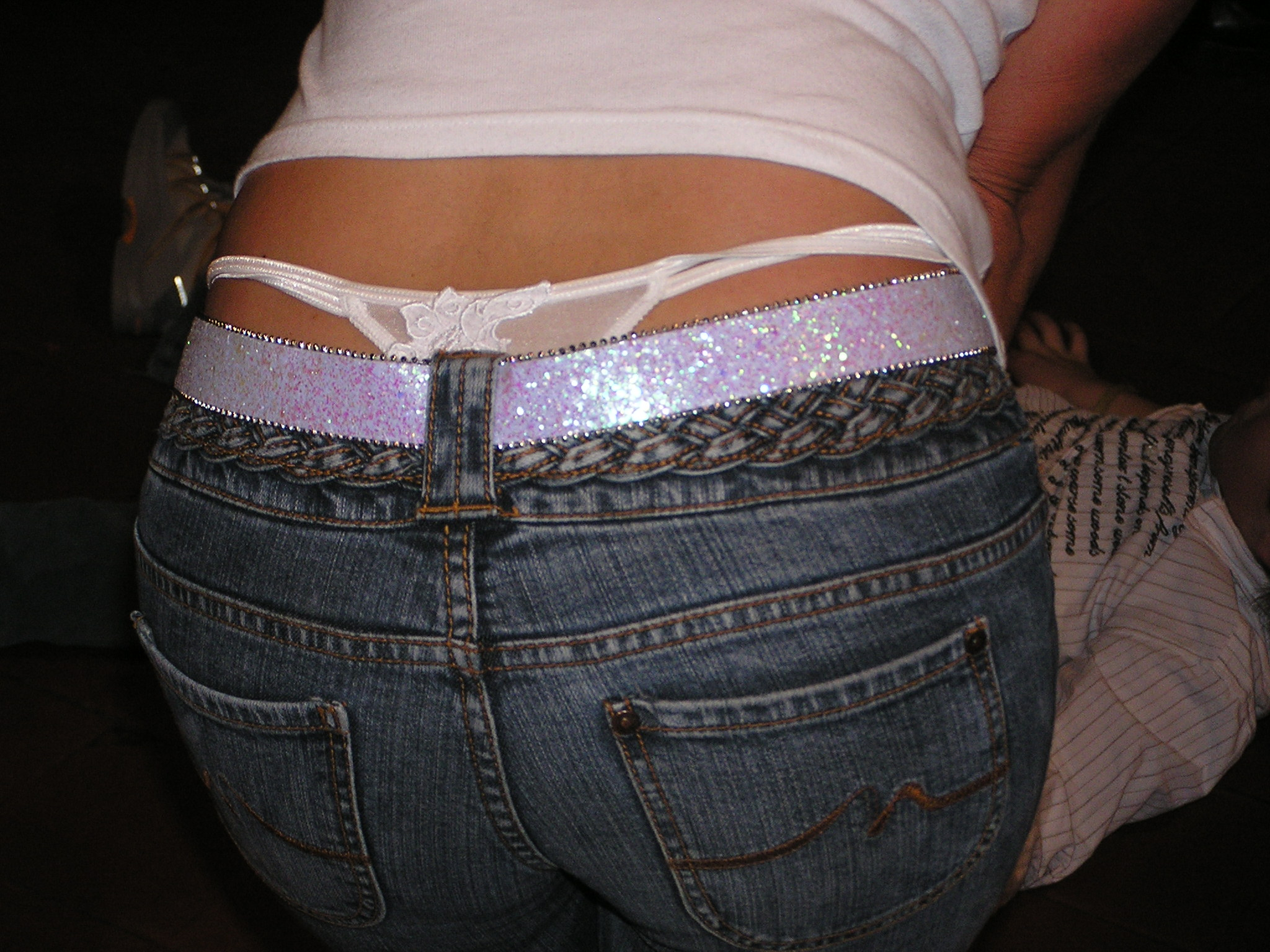
Whale Tail

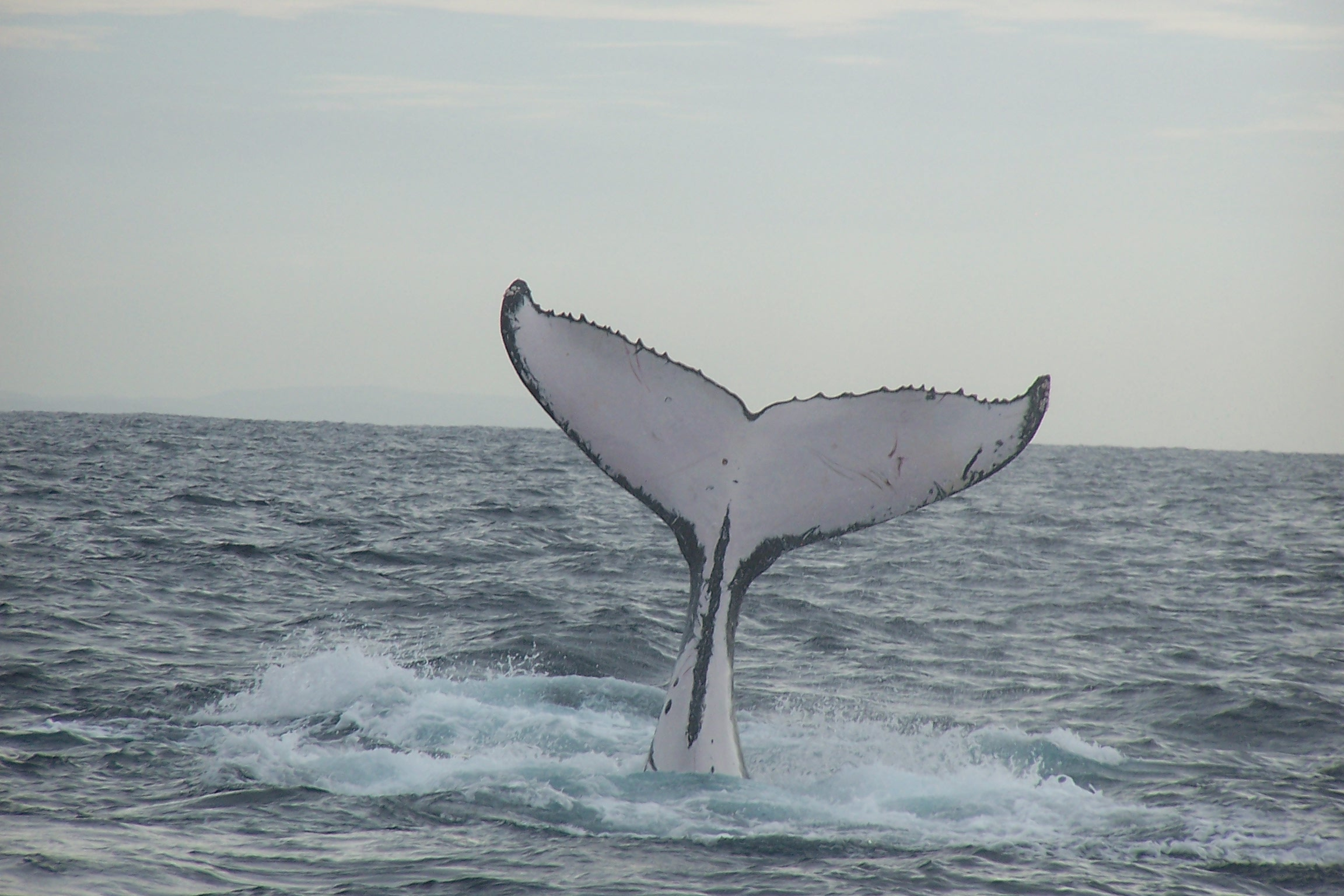
Schwanzflosse eines Buckelwals („Pfeil“ nach unten)

Whale Tail, deutsch „Walschwanz“ (Fluke), ist die Bezeichnung für einen über den Bund der Hose, der Shorts oder des Rocks hinausstehenden String, der Ähnlichkeit mit einer aus dem Wasser stehenden Schwanzflosse eines Wals hat. Das gleich unterhalb liegende Steißbein heißt im Englischen tail bone (wörtliche Übersetzung: „Schwanzknochen“).
Das Wort wurde von der American Dialect Society (eine Gelehrtengesellschaft) im Januar 2006 zum „kreativsten Wort“ des Jahres 2005 gewählt. Über Webseiten mit Bildern und Blogs hält der Ausdruck Einzug in den deutschen Sprachraum. Durch die T-Form und die örtliche Nähe ergeben sich Ähnlichkeiten mit der Arschgeweih-Tätowierung.

## Einzelbelege
1. ↑  Grant Barrett: whale tail. 6. Dezember 2005, abgerufen am 2. Januar 2023 (amerikanisches Englisch).
2. ↑  Adib Fricke: The Word Company: Wörter des Jahres 2005 (Memento vom 11. März 2007 im Internet Archive).